# (2203) van Rhijn
(2203) van Rhijn ist ein Asteroid des Hauptgürtels, der am 28. September 1935 vom niederländischen Astronomen Hendrik van Gent in Johannesburg entdeckt wurde. 
Der Asteroid trägt den Namen des niederländischen Astronomen Pieter Johannes van Rhijn.